# Saltatio Mortis
Saltatio Mortis é uma banda de medieval metal, formada em 2000 na cidade de Mannheim, Alemanha. É reconhecida como uma das principais bandas do seu gênero. Em 2014 participou do festival Wacken Open Air.

## Membros
- Alea der Bescheidene - vocal, guitarra
- Lasterbalk der Lästerliche - bateria
- Falk Irmenfried von Hasen-Mümmelstein - vocal
- El Silbador - gaita de fole
- Bruder Frank - baixo
- Till Promill - guitarra
- Jean Mechant der Tambour - bateria, piano, guitarra, vocal
- Luzi das L - flauta

## Discografia

### Álbuns de estúdio
- 2001: Tavernakel
- 2002: Das zweite Gesicht
- 2003: Heptessenz
- 2004: Erwachen
- 2005: Manufactum
- 2005: Des Königs Henker
- 2007: Aus der Asche
- 2009: Wer Wind sät …
- 2011: Sturm Aufs Paradies
- 2013: Das Schwarze Einmaleins
- 2015: Zirkus Zeitgeist
- 2018: Brot und Spiele
- 2019: Brot und Spiele - Klassik und Krawall

### Álbuns ao vivo
- 2005: Manufactum
- 2010: Manufactum II
- 2010: 10 Jahre Wild und Frei
- 2013: Manufactum III

### Singles
- 2003: Falsche Freunde
- 2005: Salz der Erde